# Filippo De Gara
Filippo De Gara (Palermo, 11 agosto 1928 – Roma, 25 gennaio 1989) è stato un attore italiano.

## Biografia
La carriera artistica di De Gara ha inizio nei primi anni sessanta, diretto da importanti registi, quali Sandro Bolchi, Luigi Zampa e Luciano Salce. Da segnalare le sue partecipazioni in Diario di un maestro (1973), accanto a Bruno Cirino e Mico Cundari e in Mordi e fuggi, diretto da Dino Risi. Nel 1981 l'attore partecipa alle riprese del contestatissimo film Il leone del deserto, con la regia di Mustafa Akkad, dove interpreta il ruolo di uno dei gerarchi fascisti che partecipano all'impiccagione di Omar al-Mukhtar. Nel 1985 è la spalla della coppia Adriano Celentano e Claudia Mori ne Joan Lui - Ma un giorno nel paese arrivo io di lunedì, diretto dallo stesso Celentano.
La sua ultima apparizione è ne L'ombra della spia, miniserie TV del 1988. Muore all'età di 60 anni il 25 gennaio 1989.

## Filmografia parziale

### Cinema
- Il medico della mutua, regia di Luigi Zampa (1968)
- Il prof. dott. Guido Tersilli primario della clinica Villa Celeste convenzionata con le mutue, regia di Luciano Salce (1969)
- Indagine su un cittadino al di sopra di ogni sospetto, regia di Elio Petri (1970)
- Noi donne siamo fatte così, regia di Dino Risi (1971)
- Confessione di un commissario di polizia al procuratore della repubblica, regia di Damiano Damiani (1971)
- La supertestimone, regia di Franco Giraldi (1971)
- Decameron nº 2 - Le altre novelle del Boccaccio, regia di Mino Guerrini (1972)
- La vita in gioco, regia di Gianfranco Mingozzi (1972)
- Mordi e fuggi, regia di Dino Risi (1973)
- La proprietà non è più un furto, regia di Elio Petri (1973)
- L'invenzione di Morel, regia di Emidio Greco (1974)
- Roma a mano armata, regia di Umberto Lenzi (1976)
- Donna... cosa si fa per te, regia di Giuliano Biagetti (1976)
- Una donna di seconda mano, regia di Pino Tosini (1977)
- Le evase - Storie di sesso e di violenze, regia di Giovanni Brusatori (come Conrad Brueghel) (1978)
- Il leone del deserto, regia di Mustafa Akkad (1981)
- Un tenero tramonto, regia di Raimondo Del Balzo (1984)
- Ladies & Gentlemen, regia di Tonino Pulci (1984)
- Joan Lui - Ma un giorno nel paese arrivo io di lunedì, regia di Adriano Celentano (1985)
- Fracchia contro Dracula, regia di Neri Parenti (1985)

### Televisione
- Anna Christie, regia di Sandro Bolchi – film TV (1960)
- Stasera Fernandel – miniserie TV, 1 episodio (1969)
- I racconti di padre Brown, regia di Vittorio Cottafavi – miniserie TV (1970)
- Diario di un maestro, regia di Vittorio De Seta – miniserie TV (1972)
- Qui squadra mobile – serie TV (1973)
- Le affinità elettive, regia di Gianni Amico – miniserie TV (1979)
- L'ombra della spia – miniserie TV (1988)